# Незнакомая дочь
«Незнакомая дочь» (англ. The Lost Daughter) — драматический фильм, снятый Мэгги Джилленхол на основе одноимённого романа Элены Ферранте.

## Сюжет
Во время отпуска в Греции профессор колледжа Леда Карузо (Оливия Колман) знакомится с Ниной (Дакота Джонсон), молодой матерью, у которой на пляже пропадает трехлетняя дочь Елена. Леда находит Елену и возвращает её Нине, которая жалуется на усталость и разочарование в жизни. Елена расстраивается после того, как теряет свою любимую куклу, которую тайно забрала Леда. Во флешбэках выясняется, что молодая Леда (Джесси Бакли) также испытывала трудности, будучи молодой матерью двух дочерей, Бьянки и Марты, часто теряла терпение и замыкалась в себе.
Однажды вечером Леда ужинает с Лайлом (Эд Харрис), смотрителем её квартиры, который видит у неё куклу, но не комментирует это и не говорит Нине. Позже Леда узнает, что у Нины роман с Уиллом (Пол Мескал), работником пляжного бара, а Нина объясняет, что её муж Тони (Оливер Джексон-Коэн) очень властный. Поиски куклы Елены продолжаются, и Нина даже расклеивает листовки с предложением вознаграждения за её возвращение.
На рынке Леда покупает Нине заколку для шляпы. Когда Нина спрашивает Леду о ее дочерях, Леда становится эмоциональной и рассказывает, что она из-за стресса ушла от них на три года, оставив детей с бывшим мужем; в это время у неё был роман с коллегой-профессором (Питер Сарсгаард). Она признаётся, что вдали от дочерей чувствовала себя «потрясающе», и вернулась  к ним только тогда, когда действительно соскучилась. Нина узнает, что Леда знает о ней и Уилле, и Уилл спрашивает Леду, могут ли они занять её квартиру, чтобы заняться сексом.
На следующий день Нина приходит к Леде за ключами от квартиры, Леда признается, что была эгоистичной и плохой матерью, и предупреждает Нину, что её депрессия никогда не пройдет. Леда также отдает ей куклу Елены, признаваясь, что взяла её и что она «просто играла». Нина гневно реагирует и перед уходом ударяет Леду в живот шпилькой. В тот вечер Леда собирает вещи и уезжает с курорта, но из-за боли от раны съезжает с дороги. Спотыкаясь, она идёт по пляжу и падает на берегу.
На следующее утро Леда просыпается на пляже и звонит Бьянке, которая оказывается рядом с Мартой. Они рады звонку матери, от которой не было вестей несколько дней. Леда говорит, что с ней все в порядке, а затем смотрит вниз и видит в своих руках апельсин; она счищает с него кожуру «змейкой», как она делала это для своих дочерей, когда они были маленькими.

## В ролях
- Оливия Колман — Леда
  - Джесси Бакли — молодая Леда
- Дакота Джонсон — Нина
- Питер Сарсгаард — профессор Харди
- Пол Мескал — Уилл
- Оливер Джексон-Коэн — Тони
- Эд Харрис — Лайл
- Дагмара Доминчик — Кэлли
- Джек Фартинг — Джо
- Альба Рорвахер — Женщина

## Производство
Съёмочный период начался в сентябре 2020 года.

## Релиз
Мировая премьера фильма состоялась на 78-м Венецианском международном кинофестивале 3 сентября 2021 года, где Мэгги Джилленхол получила Приз за лучший сценарий — Лев. Премьера в США намечена на 17 декабря 2021 года в ограниченном прокате, а 31 декабря — на Netflix.

## Награды и номинации
| Награда                                        | Дата вручения    | Категория                                                             | Номинанты и получатели | Результат    | П.     |
| ---------------------------------------------- | ---------------- | --------------------------------------------------------------------- | ---------------------- | ------------ | ------ |
| Венецианский кинофестиваль                     | 11 сентября 2021 | Приз за лучший фильм — Золотой лев                                    | Незнакомая дочь        | Номинация    |        |
| Венецианский кинофестиваль                     | 11 сентября 2021 | Приз за лучший сценарий — Лев                                         | Мэгги Джилленхол       | Победа       |        |
| Кинофестиваль в Мидлберге                      | 14 октября 2021  | Актерский прорыв                                                      | Дакота Джонсон         | Победа       |        |
| Международный кинофестиваль в Милл-Вэлли       | 19 октября 2021  | Лучший актерский ансамбль                                             | Незнакомая дочь        | Победа       |        |
| Кинофестиваль SCAD в Саванне                   | 29 октября 2021  | Восходящая звезда — режиссёр                                          | Мэгги Джилленхол       | Победа       |        |
| Премия Hamilton Behind The Camera              | 14 ноября 2021   | Режиссёрский прорыв                                                   | Мэгги Джилленхол       | Победа       |        |
| Премия «Готэм»                                 | 29 ноября 2021   | Лучший независимый фильм                                              | Незнакомая дочь        | Победа       | [ 5 ]  |
| Премия «Готэм»                                 | 29 ноября 2021   | Режиссёрский прорыв                                                   | Мэгги Джилленхол       | Победа       | [ 5 ]  |
| Премия «Готэм»                                 | 29 ноября 2021   | Лучший сценарий                                                       | Мэгги Джилленхол       | Победа       | [ 5 ]  |
| Премия «Готэм»                                 | 29 ноября 2021   | Лучшая главная роль                                                   | Оливия Колман          | Победа       | [ 5 ]  |
| Премия «Готэм»                                 | 29 ноября 2021   | Лучшая роль второго плана                                             | Джесси Бакли           | Номинация    | [ 5 ]  |
| Премия Sunset Circle Awards                    | 3 декабря 2021   | Лучшая женская роль                                                   | Оливия Колман          | Номинация    | [ 6 ]  |
| Премия Нью-Йоркского общества кинокритиков     | 3 декабря 2021   | Лучший дебютный фильм                                                 | Незнакомая дочь        | Победа       | [ 7 ]  |
| Премия общества кинокритиков Вашингтона        | 6 декабря 2021   | Лучшая женская роль                                                   | Оливия Колман          | Номинация    | [ 8 ]  |
| Премия общества кинокритиков Бостона           | 12 декабря 2021  | Лучший режиссёрский дебют                                             | Мэгги Джилленхол       | Победа       | [ 9 ]  |
| Премия общества кинокритиков Бостона           | 12 декабря 2021  | Лучшая женская роль второго плана                                     | Джесси Бакли           | Победа       | [ 9 ]  |
| Премия общества кинокритиков Филадельфии       | 12 декабря 2021  | Лучший режиссёрский дебют                                             | Мэгги Джилленхол       | Второе место | [ 10 ] |
| Ассоциация онлайн-кинокритиков Нью-Йорка       | 12 декабря 2021  | Лучший фильм                                                          | Незнакомая дочь        | Номинация    |        |
| Ассоциация онлайн-кинокритиков Нью-Йорка       | 12 декабря 2021  | ТОП-10 лучших фильмов года                                            | Незнакомая дочь        | Победа       |        |
| Премия совета кинокритиков Лас-Вегаса          | 13 декабря 2021  | Прорыв года                                                           | Мэгги Джилленхол       | Победа       | [ 11 ] |
| Ассоциация кинокритиков Чикаго                 | 15 декабря 2021  | Прорыв года                                                           | Мэгги Джилленхол       | Номинация    | [ 12 ] |
| Ассоциация кинокритиков Чикаго                 | 15 декабря 2021  | Лучший адаптированный сценарий                                        | Мэгги Джилленхол       | Номинация    | [ 12 ] |
| Ассоциация кинокритиков Чикаго                 | 15 декабря 2021  | Лучшая женская роль                                                   | Оливия Колман          | Номинация    | [ 12 ] |
| Ассоциация кинокритиков Чикаго                 | 15 декабря 2021  | Лучшая женская роль второго плана                                     | Джесси Бакли           | Номинация    | [ 12 ] |
| Премия общества кинокритиков Феникса           | 18 декабря 2021  | Лучшая женская роль                                                   | Оливия Колман          | Номинация    | [ 13 ] |
| Ассоциация кинокритиков Юты                    | 18 декабря 2021  | Лучшая женская роль                                                   | Оливия Колман          | Второе место | [ 14 ] |
| Ассоциация кинокритиков Юты                    | 18 декабря 2021  | Лучший адаптированный сценарий                                        | Мэгги Джилленхол       | Второе место | [ 14 ] |
| Ассоциация кинокритиков Сент-Луиса             | 19 декабря 2021  | Лучшая женская роль                                                   | Оливия Колман          | Второе место | [ 15 ] |
| Ассоциация кинокритиков Далласа и Форт-Уэрта   | 20 декабря 2021  | Лучший фильм                                                          | Незнакомая дочь        | Номинация    | [ 16 ] |
| Ассоциация кинокритиков Далласа и Форт-Уэрта   | 20 декабря 2021  | ТОП-10 лучших фильмов года                                            | Незнакомая дочь        | Победа       | [ 16 ] |
| Ассоциация кинокритиков Далласа и Форт-Уэрта   | 20 декабря 2021  | Лучшая женская роль                                                   | Оливия Колман          | Второе место | [ 16 ] |
| Онлайн-ассоциация женщин-кинокритиков          | 21 декабря 2021  | Приз "The Rosie"                                                      | Незнакомая дочь        | Победа       | [ 17 ] |
| Онлайн-ассоциация женщин-кинокритиков          | 21 декабря 2021  | Лучший режиссёрский прорыв                                            | Мэгги Джилленхол       | Номинация    | [ 17 ] |
| Онлайн-ассоциация женщин-кинокритиков          | 21 декабря 2021  | Лучший адаптированный сценарий                                        | Мэгги Джилленхол       | Номинация    | [ 17 ] |
| Премия общества кинокритиков Флориды           | 22 декабря 2021  | Лучший дебютный фильм                                                 | Мэгги Джилленхол       | Номинация    | [ 18 ] |
| Ассоциация кинокритиков западного Нью-Йорка    | 31 декабря 2021  | Лучший режиссёрский прорыв                                            | Мэгги Джилленхол       | Номинация    | [ 19 ] |
| Ассоциация кинокритиков западного Нью-Йорка    | 31 декабря 2021  | Лучший адаптированный сценарий                                        | Мэгги Джилленхол       | Номинация    | [ 19 ] |
| Ассоциация кинокритиков западного Нью-Йорка    | 31 декабря 2021  | Лучшая женская роль                                                   | Оливия Колман          | Номинация    | [ 19 ] |
| Ассоциация кинокритиков западного Нью-Йорка    | 31 декабря 2021  | Лучшая женская роль второго плана                                     | Джесси Бакли           | Номинация    | [ 19 ] |
| Международный кинофестиваль Capri Hollywood    | 4 января 2022    | Лучший адаптированный сценарий                                        | Мэгги Джилленхол       | Победа       |        |
| Ассоциация кинокритиков Северной Каролины      | 5 января 2022    | Лучший режиссёрский дебют                                             | Мэгги Джилленхол       | Номинация    | [ 20 ] |
| Ассоциация кинокритиков Северной Каролины      | 5 января 2022    | Лучшая женская роль                                                   | Оливия Колман          | Номинация    | [ 20 ] |
| Премия общества кинокритиков Оклахомы          | 5 января 2022    | Лучший дебютный фильм                                                 | Мэгги Джилленхол       | Победа       |        |
| Ассоциация кинокритиков Колумбуса (Огайо)      | 6 января 2022    | Лучшая женская роль                                                   | Оливия Колман          | Второе место | [ 21 ] |
| Ассоциация кинокритиков Колумбуса (Огайо)      | 6 января 2022    | Прорыв года                                                           | Мэгги Джилленхол       | Номинация    | [ 21 ] |
| Ассоциация кинокритиков Колумбуса (Огайо)      | 6 января 2022    | Лучший адаптированный сценарий                                        | Мэгги Джилленхол       | Номинация    | [ 21 ] |
| Премия «Золотой глобус»                        | 9 января 2022    | Лучший режиссёр                                                       | Мэгги Джилленхол       | Номинация    | [ 22 ] |
| Премия «Золотой глобус»                        | 9 января 2022    | Лучшая женская роль — драма                                           | Оливия Колман          | Номинация    | [ 22 ] |
| Премия общества кинокритиков Сан-Франциско     | 10 января 2022   | Лучший режиссёр                                                       | Мэгги Джилленхол       | Номинация    | [ 23 ] |
| Премия общества кинокритиков Сан-Франциско     | 10 января 2022   | Лучший адаптированный сценарий                                        | Мэгги Джилленхол       | Номинация    | [ 23 ] |
| Премия общества кинокритиков Сан-Франциско     | 10 января 2022   | Лучшая женская роль                                                   | Оливия Колман          | Победа       | [ 23 ] |
| Премия общества кинокритиков Сан-Франциско     | 10 января 2022   | Лучшая женская роль второго плана                                     | Джесси Бакли           | Номинация    | [ 23 ] |
| Премия общества кинокритиков Сан-Диего         | 10 января 2022   | Лучший режиссёр                                                       | Мэгги Джилленхол       | Номинация    | [ 24 ] |
| Премия общества кинокритиков Сан-Диего         | 10 января 2022   | Лучшая женская роль                                                   | Оливия Колман          | Номинация    | [ 24 ] |
| Ассоциация кинокритиков Остина                 | 11 января 2022   | Лучший дебютный фильм                                                 | Мэгги Джилленхол       | Номинация    | [ 25 ] |
| Ассоциация кинокритиков Остина                 | 11 января 2022   | Лучшая женская роль                                                   | Оливия Колман          | Номинация    | [ 25 ] |
| Ассоциация кинокритиков Айовы                  | 15 января 2022   | Лучшая женская роль                                                   | Оливия Колман          | Второе место | [ 26 ] |
| Ассоциация кинокритиков Торонто                | 16 января 2022   | Лучший дебютный фильм                                                 | Мэгги Джилленхол       | Победа       | [ 27 ] |
| Ассоциация кинокритиков Торонто                | 16 января 2022   | Лучшая женская роль                                                   | Оливия Колман          | Победа       | [ 27 ] |
| Ассоциация кинокритиков Торонто                | 16 января 2022   | Лучшая женская роль второго плана                                     | Джесси Бакли           | Победа       | [ 27 ] |
| Премия общества кинокритиков Kansas City       | 16 января 2022   | Лучшая женская роль                                                   | Оливия Колман          | Победа       | [ 28 ] |
| Премия международных критиков Пандоры          | 16 января 2022   | Лучший режиссёрский прорыв                                            | Мэгги Джилленхол       | Победа       | [ 29 ] |
| Премия международных критиков Пандоры          | 16 января 2022   | Лучший адаптированный сценарий                                        | Мэгги Джилленхол       | Номинация    | [ 29 ] |
| Премия международных критиков Пандоры          | 16 января 2022   | Лучшая женская роль                                                   | Оливия Колман          | Номинация    | [ 29 ] |
| Премия общества кинокритиков Северной Каролины | 17 января 2022   | Лучшая женская роль второго плана                                     | Джесси Бакли           | Номинация    | [ 30 ] |
| Премия общества кинокритиков Хьюстона          | 20 января 2022   | Лучшая женская роль                                                   | Оливия Колман          | Номинация    | [ 31 ] |
| Премия общества кинокритиков Хьюстона          | 20 января 2022   | Лучшая женская роль второго плана                                     | Джесси Бакли           | Номинация    | [ 31 ] |
| Премия общества онлайн-кинокритиков            | 24 января 2022   | Лучший режиссёрский дебют                                             | Мэгги Джилленхол       | Победа       | [ 32 ] |
| Премия общества онлайн-кинокритиков            | 24 января 2022   | Лучший адаптированный сценарий                                        | Мэгги Джилленхол       | Номинация    | [ 32 ] |
| Премия общества онлайн-кинокритиков            | 24 января 2022   | Лучшая женская роль                                                   | Оливия Колман          | Победа       | [ 32 ] |
| Ассоциация кинокритиков Music City             | 25 января 2022   | Лучшая женская роль                                                   | Оливия Колман          | Номинация    | [ 33 ] |
| Премия Альянса женщин-киножурналистов          | 25 января 2022   | Лучший фильм                                                          | Незнакомая дочь        | Номинация    | [ 34 ] |
| Премия Альянса женщин-киножурналистов          | 25 января 2022   | Лучшая режиссёрская работа                                            | Мэгги Джилленхол       | Номинация    | [ 34 ] |
| Премия Альянса женщин-киножурналистов          | 25 января 2022   | Лучшая женская режиссёрская работа                                    | Мэгги Джилленхол       | Номинация    | [ 34 ] |
| Премия Альянса женщин-киножурналистов          | 25 января 2022   | Лучший адаптированный сценарий                                        | Мэгги Джилленхол       | Номинация    | [ 34 ] |
| Премия Альянса женщин-киножурналистов          | 25 января 2022   | Лучшая женская сценарная работа                                       | Мэгги Джилленхол       | Номинация    | [ 34 ] |
| Премия Альянса женщин-киножурналистов          | 25 января 2022   | Лучшая женская роль                                                   | Оливия Колман          | Победа       | [ 34 ] |
| Премия Альянса женщин-киножурналистов          | 25 января 2022   | Самая смелая женская роль                                             | Оливия Колман          | Номинация    | [ 34 ] |
| Премия Альянса женщин-киножурналистов          | 25 января 2022   | Лучшая женская роль второго плана                                     | Джесси Бакли           | Номинация    | [ 34 ] |
| Премия Лондонского кружка кинокритиков         | 6 февраля 2022   | Лучший фильм                                                          | Незнакомая дочь        | Номинация    | [ 35 ] |
| Премия Лондонского кружка кинокритиков         | 6 февраля 2022   | Лучший сценарий                                                       | Мэгги Джилленхол       | Номинация    | [ 35 ] |
| Премия Лондонского кружка кинокритиков         | 6 февраля 2022   | Лучшая женская роль                                                   | Оливия Колман          | Победа       | [ 35 ] |
| Премия Лондонского кружка кинокритиков         | 6 февраля 2022   | Лучшая британская / ирландская актриса года                           | Оливия Колман          | Номинация    | [ 35 ] |
| Премия Лондонского кружка кинокритиков         | 6 февраля 2022   | Лучшая британская / ирландская актриса года                           | Джесси Бакли           | Номинация    | [ 35 ] |
| Премия Лондонского кружка кинокритиков         | 6 февраля 2022   | Лучшая женская роль второго плана                                     | Джесси Бакли           | Номинация    | [ 35 ] |
| USC Scripter Award                             | 26 февраля 2022  | Лучший адаптированный сценарий в кино                                 | Мэгги Джилленхол       | Победа       | [ 36 ] |
| Премия Гильдии киноактёров США                 | 27 февраля 2022  | Лучшая женская роль                                                   | Оливия Колман          | Номинация    | [ 37 ] |
| Ассоциация кинокритиков Голливуда              | 28 февраля 2022  | Лучший дебютный фильм                                                 | Мэгги Джилленхол       | Номинация    | [ 38 ] |
| Ассоциация кинокритиков Голливуда              | 28 февраля 2022  | Лучший адаптированный сценарий                                        | Мэгги Джилленхол       | Номинация    | [ 38 ] |
| Премия Гильдии художников-постановщиков США    | 5 марта 2022     | Лучшая работа художника-постановщика в фильме с современной тематикой | Инбал Вейнберг         | Номинация    | [ 39 ] |
| Премия «Независимый дух»                       | 6 марта 2022     | Лучший фильм                                                          | Незнакомая дочь        | Победа       | [ 40 ] |
| Премия «Независимый дух»                       | 6 марта 2022     | Лучший режиссёр                                                       | Мэгги Джилленхол       | Победа       | [ 40 ] |
| Премия «Независимый дух»                       | 6 марта 2022     | Лучший сценарий                                                       | Мэгги Джилленхол       | Победа       | [ 40 ] |
| Премия «Независимый дух»                       | 6 марта 2022     | Лучшая женская роль второго плана                                     | Джесси Бакли           | Номинация    | [ 40 ] |
| Премия общества кинокритиков Ванкувера         | 8 марта 2022     | Лучшая женская роль                                                   | Оливия Колман          | Победа       | [ 41 ] |
| Премия общества кинокритиков Ванкувера         | 8 марта 2022     | Лучшая женская роль второго плана                                     | Джесси Бакли           | Номинация    | [ 41 ] |
| Премия общества кинокритиков Ванкувера         | 8 марта 2022     | Лучший сценарий                                                       | Мэгги Джилленхол       | Номинация    | [ 41 ] |
| Премия Гильдии режиссёров США                  | 12 марта 2022    | Лучший режиссёр-дебютант                                              | Мэгги Джилленхол       | Победа       | [ 42 ] |
| Премия BAFTA                                   | 13 марта 2022    | Лучший адаптированный сценарий                                        | Мэгги Джилленхол       | Номинация    | [ 43 ] |
| Премия BAFTA                                   | 13 марта 2022    | Лучшая женская роль второго плана                                     | Джесси Бакли           | Номинация    | [ 43 ] |
| Премия «Выбор критиков»                        | 13 марта 2022    | Лучший адаптированный сценарий                                        | Мэгги Джилленхол       | Номинация    | [ 44 ] |
| Премия «Выбор критиков»                        | 13 марта 2022    | Лучшая женская роль                                                   | Оливия Колман          | Номинация    | [ 44 ] |
| Премия «Оскар»                                 | 27 марта 2022    | Лучшая женская роль                                                   | Оливия Колман          | Номинация    | [ 45 ] |
| Премия «Оскар»                                 | 27 марта 2022    | Лучшая женская роль второго плана                                     | Джесси Бакли           | Номинация    | [ 45 ] |
| Премия «Оскар»                                 | 27 марта 2022    | Лучший адаптированный сценарий                                        | Мэгги Джилленхол       | Номинация    | [ 45 ] |
| Премия «Спутник»                               | 2 апреля 2022    | Лучший фильм - драма                                                  | Незнакомая дочь        | Номинация    | [ 46 ] |
| Премия «Спутник»                               | 2 апреля 2022    | Лучшая женская роль - драма                                           | Оливия Колман          | Номинация    | [ 46 ] |
| Премия «Спутник»                               | 2 апреля 2022    | Лучший адаптированный сценарий                                        | Мэгги Джилленхол       | Номинация    | [ 46 ] |